# Nicaise De Keyser
Pour les articles homonymes, voir De Keyser.
Nicaise De Keyser, né à Zandvliet (Anvers) le 26 août 1813 et mort à Anvers le 16 juillet 1887 est un peintre belge connu pour ses peintures d'histoire, ses portraits et scènes de genre. Artiste prolifique, il est l'une des figures clefs de l'école historico-romantique belge et forme de nombreux élèves.

## Biographie
Nicaise De Keyser, né à Zandvliet en 1813, est le fils d'un cultivateur, Henri De Keyser, et de Marie Catherine Delie. Simple berger, il manifeste dès son jeune âge, une vocation pour les arts. Grâce à une mécène, il se forme à l'Académie royale des beaux-arts d'Anvers où il reçoit les leçons de Joseph Jacobs et de Mathieu-Ignace Van Brée. En 1834, il présente un Christ en croix, destiné à une église catholique de Manchester, qui connaît un grand succès.
À partir de 1835, Nicaise De Keyser effectue de nombreux voyages en Angleterre, en Écosse, à Paris et en Italie. Le 6 octobre 1840, il épouse à Anvers son élève Isabelle Telghuys (1815-1879), également peintre de genre. Le couple a cinq enfants, nés à Anvers de 1841 à 1851. En 1846, il est élu à l'Académie américaine des beaux-arts.
En 1855, il présente un portrait à l'Exposition universelle de Paris. Ensuite, il néglige la peinture d'histoire pour se consacrer davantage aux scènes de genre. En 1855, Nicaise De Keyser succède à Gustave Wappers en devenant directeur de l'Académie royale des beaux-arts d'Anvers, fonction qu'il exerce jusqu'en 1879. 
En 1870, Gustave Vapereau affirme : « Nicaise De Keyser est un des chefs de la nouvelle école belge, qui se rattache si étroitement à l'école moderne française de Paul Delaroche. » Ses œuvres sont également favorablement appréciées en Allemagne où il se rend volontiers. 
Il meurt à l'âge de 73 ans dans son domicile, Warandestraat no 15 à Anvers, le 16 juillet 1887. Peintre prolifique, il laisse plus de 350 œuvres.

## Œuvres

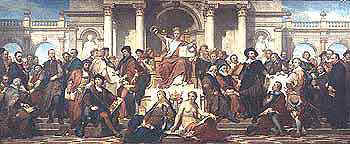
Figure allégorique de la ville d'Anvers entourée d'artistes du gothique à la Renaissance, Anvers Musée des Beaux-arts.

- Anvers, Musée royal des beaux-arts, série de tableaux consacrée à la gloire de l'École anversoise :
  - Figure allégorique de la ville d'Anvers entourée d'artistes du gothique à la Renaissance, composition centrale encadrée de huit petites scènes mettant en représentation des artistes anversois[2]: Raphaël et Barend van Orley, Jean van Eyck et Rogier van der Weyden, Bartholomeus Spranger à Vienne, Antoon van Dyck à Londres, Gérard Edelinck à Paris, Artus Quellinus à Amsterdam, Denis Calvaert à Bologne, Matthias et Paul Bril à Rome.
  - Peintres et graveurs, de chaque côté : L'Installation de l'Académie, Rubens dans son atelier.
  - Peintres et sculpteurs, de chaque côté : La Visite d'Albrecht Durer à Quentin Metjis, Cornelis de Vriendt montrant les plans de l'hôtel de ville.
  - Charles V délivre les esclaves de Tunis.
  - Bravo toro, souvenir d'une course de taureaux à Madrid.
- Bruxelles, Musée royal d'art moderne (Musées royaux des beaux-arts de Belgique) :
  - Portrait de Louise-Caroline-Françoise van Campenhout, huile sur toile, 175,5 × 106 cm (1847),
  - Portrait de la baronne Louise-Marie Osy de Zeegwaart (1837-1913) épouse du comte Adhémar de Rouillé (anciennement au château de Dongelberg - Brabant Wallon), huile sur toile, 150 x 104 cm, (1863), collection famille d'Hennezel.
  - Idem pour sa sœur, la baronne Marie-Louise-Charlotte-Cornélie Osy de Zeegwaart (1850-1873), épouse du comte Geoffroy de Goulaine.
  - Moine consolant un prisonnier, aquarelle, gouache de manière sporadique sur du crayon, sur carton, 412 × 302 mm (1839)
- Douai, musée de la Chartreuse
  - Portrait de Sir Henry Berthoud, (1804-1891) huile sur toile, 28,5 × 20 cm, 1840, don du modèle au musée en 1860.
- Nice, musée des Beaux-arts, série de quatre grandes compositions léguées au musée par Ernest Gambart[3], en 1902:
  - Les Artistes de l'Antiquité, 1878, huile sur toile, 283 × 404 cm.
  - Les Écoles du Midi : Italie et Espagne, 1876, huile sur toile, 87 × 456 cm.
  - Les Écoles du Nord : Flandres, Hollande, France et Angleterre, 1876, huile sur toile, 287 × 456 cm.
  - Les Peintres des grandes écoles - L'École moderne[4], 1878, huile sur toile, 284 × 401cm[5].
- Saint Pétersbourg au Musée de l'Ermitage
  - La Bataille de Seneffe, (1850), huile sur toile 70 X 100 cm
  - Portrait de la Grande-Duchese Olga Nikolaevna (1848)
  - Portrait des fils du prince A. M. Gortchakov (1848)

## Galerie

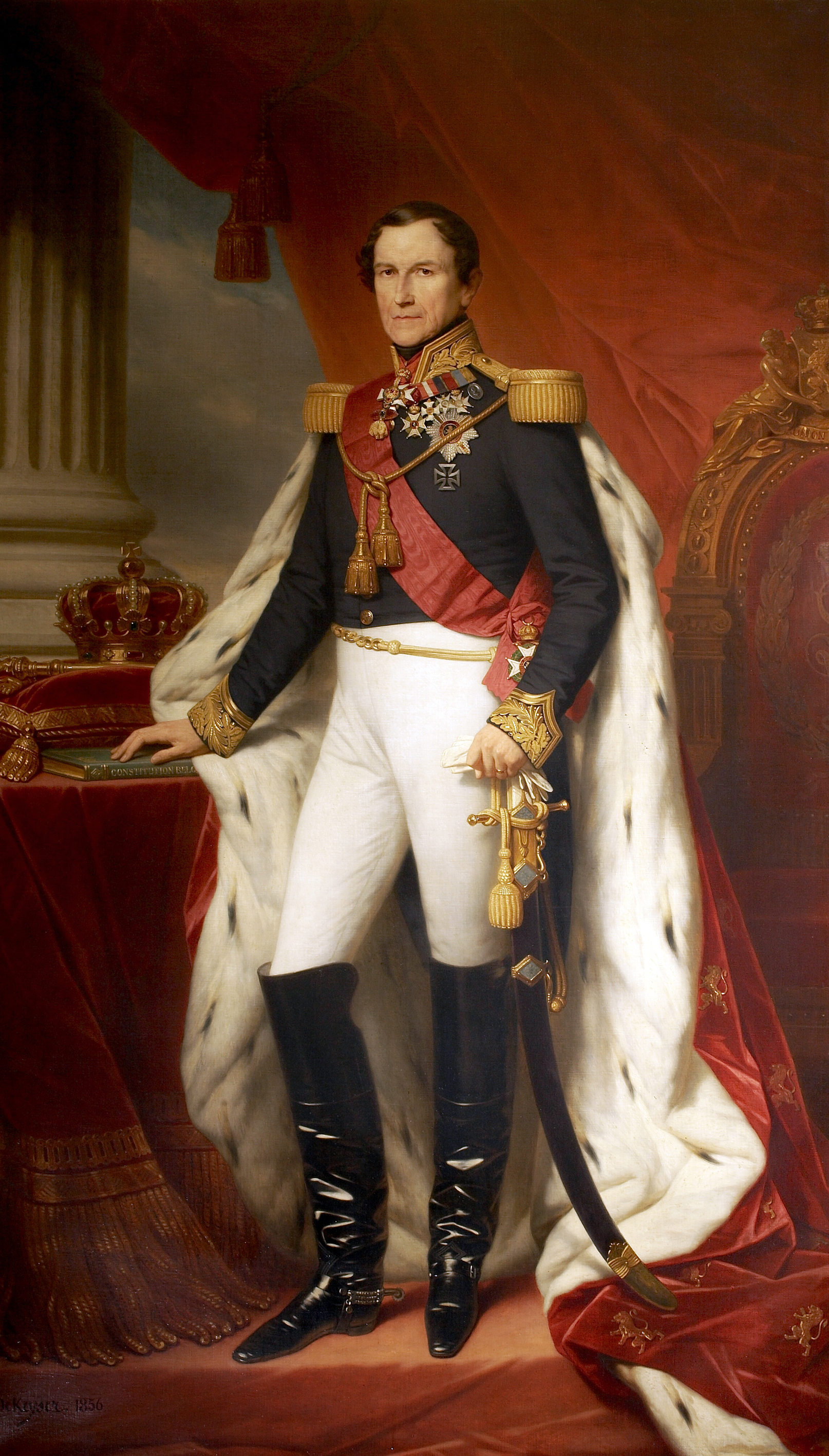
Léopold Ier roi des Belges (1856).
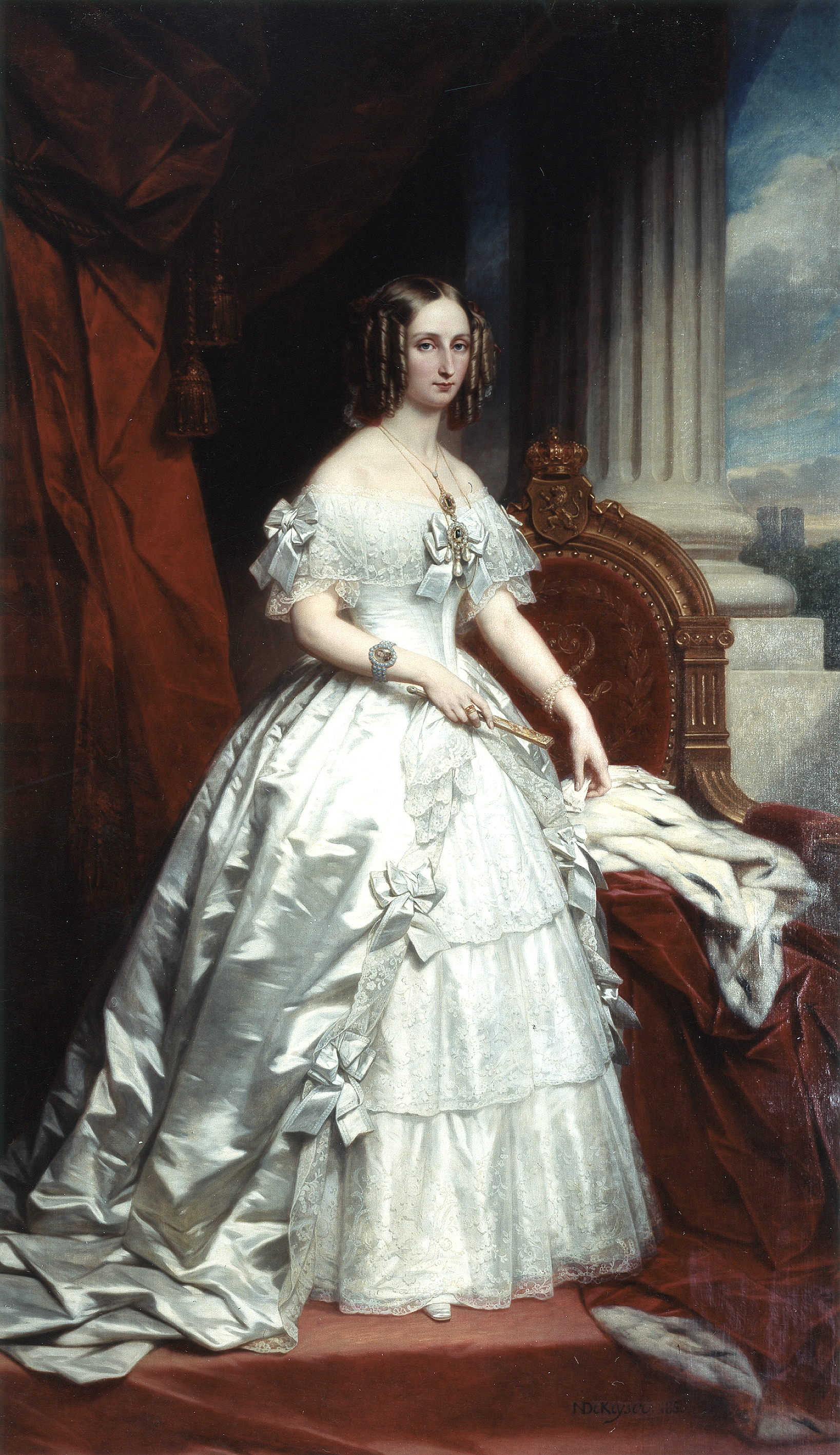
Louise d'Orléans reine des Belges (1856).
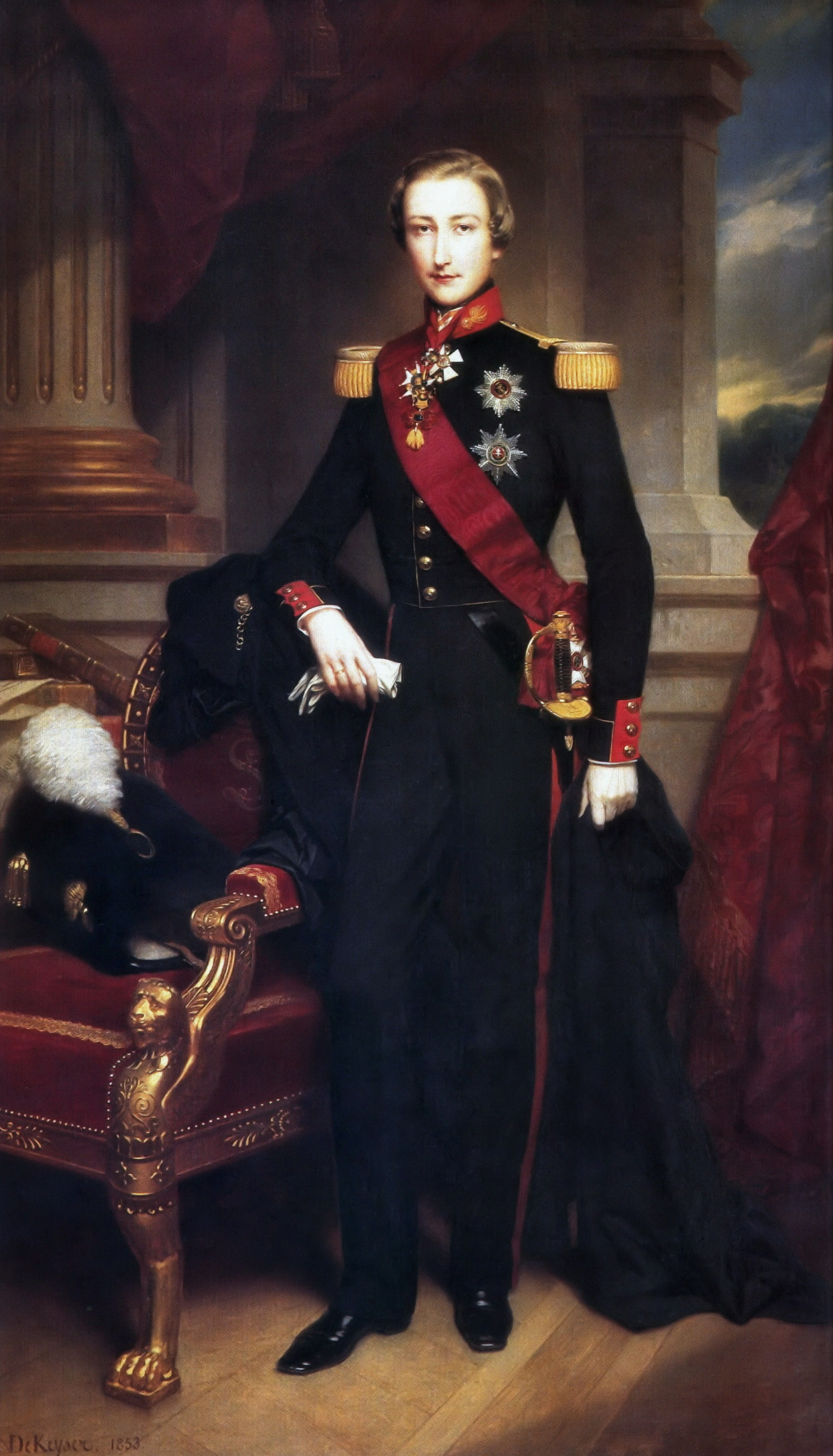
Léopold II roi des Belges, alors duc de Brabant (1853).
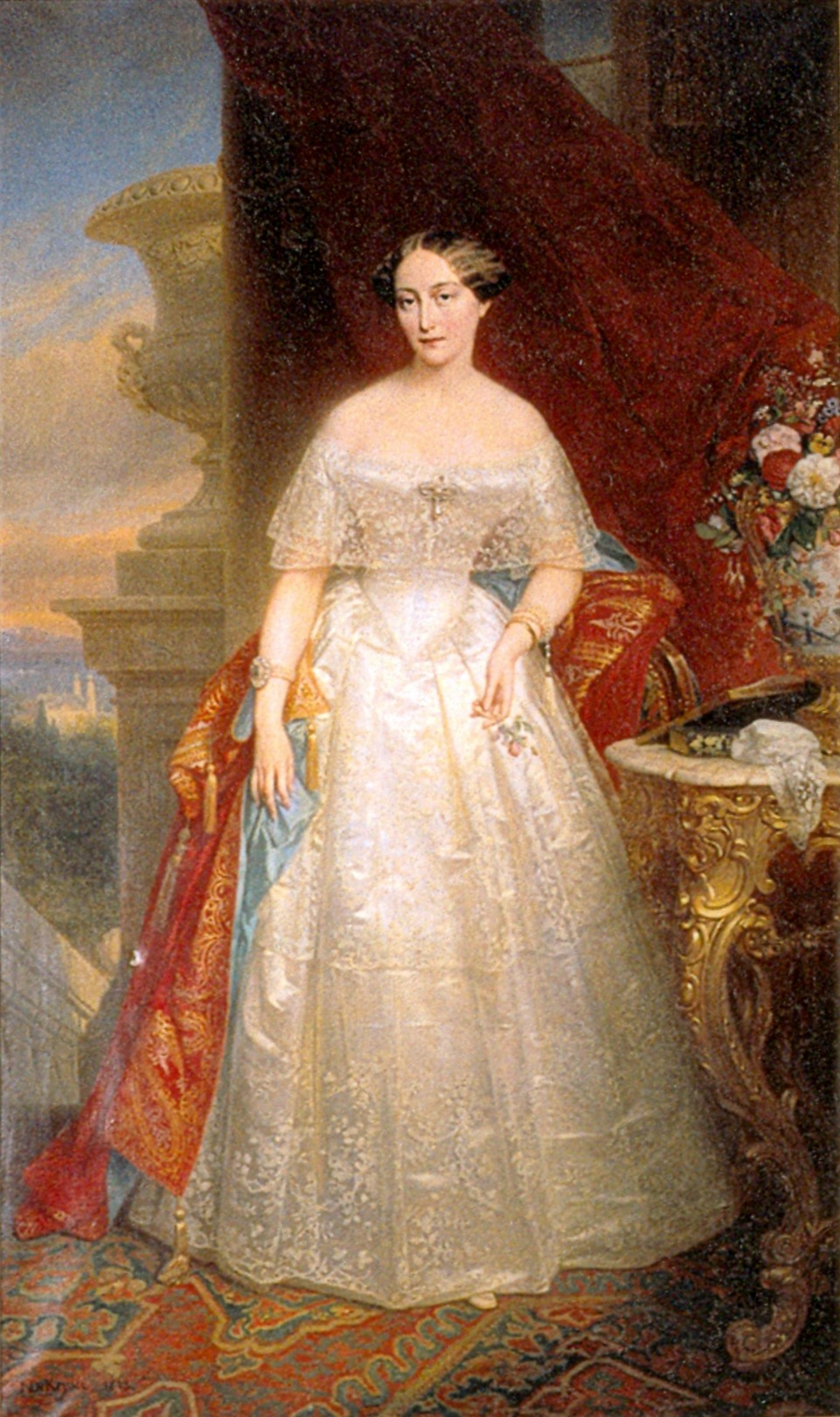
Olga reine de Wurtemberg (1848).
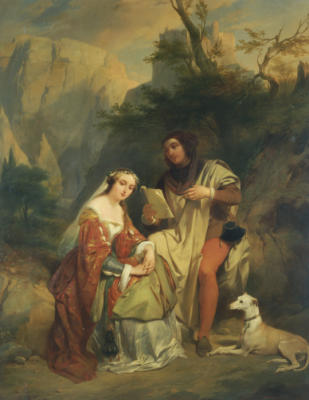
Pétrarque et Laura (1842).
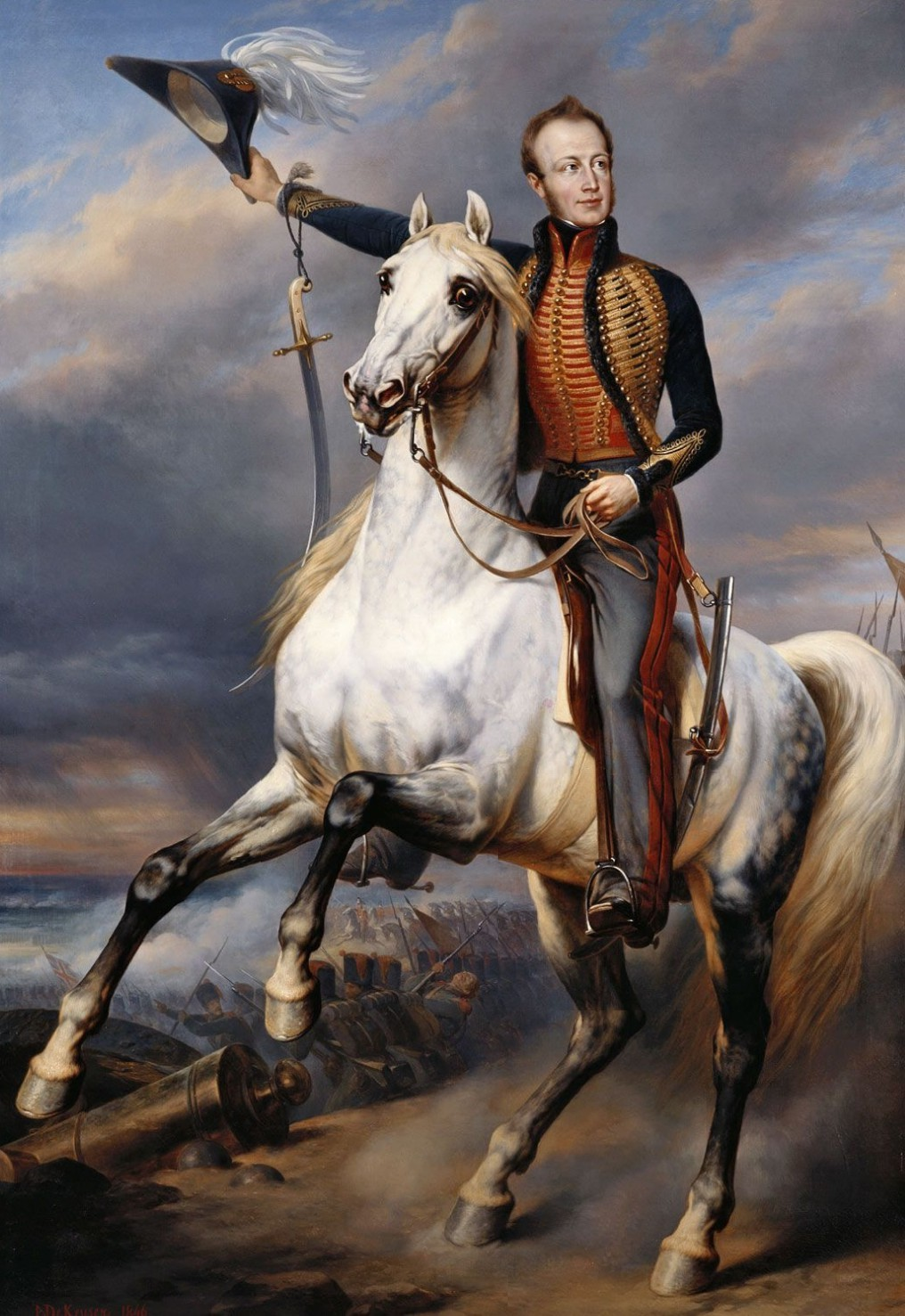
Guillaume II roi des Pays-Bas (1846).

## Élèves
Parmi les nombreux élèves de Nicaise De Keyser, figurent :
- Léon Abry
- Aloïs Boudry
- Henri Carpentero
- Frans De Wilde (1840-1918)
- Julien De Vriendt
- Edgard Farasyn
- Godefroid Guffens
- Édouard Jean Conrad Hamman
- Florentin Houzé
- George du Maurier
- Karel Ooms
- Ferdinand Pauwels
- Jan Verhas
- Jan Swerts
- Frans Verhas
- Charles Verlat
- Jacob Verreyt
- Johan Bernhard Wittkamp

## Honneurs
Nicaise De Keyser est :
- Président de l'Académie royale des sciences, des lettres et des beaux-arts de Belgique (1874) ;
- Grand officier de l'ordre de Léopold (4 mai 1881)[6] ;
- Commandeur de la Légion d'honneur (19 mars 1862)[7] ;
- Chevalier de l'ordre du Lion néerlandais (Pays-Bas, 22 octobre 1844)[7] ;
- Chevalier de l'ordre de la Couronne de Wurtemberg (25 novembre 1849)[7] ;.
- Chevalier de l'ordre de Saint-Michel (Bavière) (16 février 1851)[7] ;
- Chevalier de l'ordre royal de l'Étoile polaire (Suède) (25 mars 1851)[7] ;
- Commandeur de l'ordre de la Couronne de chêne (Pays-Bas) (26 avril 1857)[7] ;
- Titulaire de la croix Pour le Mérite (Prusse) (1873).